# Ali Karimi (Fußballspieler, 1994)
Ali Karimi (persisch علی کریمی; * 11. Februar 1994 in Isfahan) ist ein iranischer Fußballspieler.

## Karriere

### Klub
Er startete seine Karriere in der Jugend des Sepahan FC und wechselte hier zur Saison 2012/13 von der U19 in die erste Mannschaft. Hier kam er erstmals bei einem 2:0-Sieg über FC Persepolis in der Persian Gulf Pro League am 21. September 2013 zum Einsatz, wo er in der 90. Minute für Radomir Đalović eingewechselt wurde. Danach kam er auch noch einige Male zu längeren Einsätzen und wurde so auch mit der Mannschaft in der Saison 2014/15 Meister.
Im August 2016 wechselte er schließlich nach Kroatien, wo er sich dort Dinamo Zagreb anschloss. In der Liga wurde er aber in der ersten Mannschaft nur kurz für eine Ligapartie eingewechselt und kam daneben nur im Pokal zum Einsatz. So wurde er im Februar 2017 auch wiederum weiter zu Lokomotiva Zagreb verliehen. Zumindest hier erhielt er noch ein paar mehr Einsätze. Nach dem Ende der Leihe verließ er seinen Stammklub ebenfalls wieder und schloss sich zur Saison 2017/18 wieder dem Sepahan FC an. Hier bekam er nun wieder eine gute Anzahl an Einsätzen in der Saison und wechselte zur Folgesaison zu Esteghlal Teheran.
Im November 2020 wechselte er schließlich nach Katar, wo er nun für den Qatar SC spielte. In den nächsten Wochen wurde er in der Qatar Stars League immer eingesetzt und im Januar 2021 schließlich zum al-Duhail SC verliehen. Von dort kehrte er nach Ablauf der Saison 2020/21 wieder zurück und wechselte danach ablösefrei in die Türkei, wo er seit dem bei Kayserispor spielt.

### Nationalmannschaft
Sein Länderspieldebüt für die A-Nationalmannschaft gab er bei einem 8:1-Freundschaftsspielsieg über Papua-Neuguinea. Nach einem weiteren Freundschaftsspiel wurde er auch in ein paar Partien der Qualifikation für die Weltmeisterschaft 2018 eingesetzt wurde. Nach weiteren Einsätzen bei Freundschaftsspielen im Jahr 2018, nahm er im Spieljahr 2019 auch an einem Spiel der Qualifikation für die Weltmeisterschaft 2022 teil. Anschließend wurde er nochmal in zwei Freundschaftsspielen im Jahr 2020 eingesetzt.
Im November 2022 wurde er für den finalen Turnier-Kader bei der Weltmeisterschaft 2022 nominiert.